# Jeremy Lefroy
Jeremy John Elton Lefroy (né le 30 mai 1959) est un homme politique britannique du Parti conservateur. Il est député de la circonscription de Stafford de 2010 à  2019.

## Jeunesse et carrière
Lefroy est né le 30 mai 1959 à Londres, en Angleterre . Il fait ses études à Highgate School, une école indépendante à Highgate dans le nord de Londres . Il étudie au King's College de Cambridge, où il obtient un baccalauréat ès arts (BA) en 1980 : selon la tradition, son BA a été promu à une maîtrise ès arts (MA Cantab) en 1984. 
Lefroy vit et travaille dans l'industrie du café en Tanzanie entre 1989 et 2000. Il est expert-comptable diplômé .
Il fonde également et dirige Equity for Africa, une fondation caritative qui cherche à réduire la pauvreté de manière autonome en créant des emplois en investissant dans les petites et moyennes entreprises (PME) en Afrique.

## Carrière politique
Lefroy est l'un des trois conseillers conservateurs du quartier Westlands du conseil de Newcastle-under-Lyme. Lorsqu'une administration conjointe dirigée par les conservateurs et les libéraux-démocrates prend le contrôle sur les travaillistes en mai 2006, il est titulaire du portefeuille des finances et de l'efficacité dans l'arrondissement.
Lefroy est le candidat officiel du Parti conservateur pour Newcastle-under-Lyme aux élections générales de 2005, perdant face au député travailliste en exercice, Paul Farrelly.
Lefroy est élu pour la première fois député de Stafford en 2010 avec une majorité de 5 460 voix et est réélu aux élections générales de 2015 avec une majorité accrue de 9 177 voix. Il ne se représente pas aux élections générales de 2019.
Au Parlement, il siège au Comité spécial pour le développement international . En 2013, Lefroy est élu président du Réseau parlementaire sur la Banque mondiale et le Fonds monétaire international. Il est membre du comité exécutif de 1922 .
Lefroy se décrit comme un " conservateur One Nation" . Il préconise un vote « Remain » pour le référendum de 2016 sur l'UE .

## Vie privée
Lefroy est marié à Janet, médecin généraliste et maitre de conférences en médecine à l'Université de Keele, depuis 1985. Le couple a deux enfants, qui sont tous deux allés à l'école à Newcastle-under-Lyme.
Il est membre du Conservateur Christian Fellowship .